# ヨハン・クリスティアン・シーファーデッカー
ヨハン・クリスティアン・シーファーデッカー（Johann Christian Schieferdecker, 1679年11月10日 - 1732年4月5日）は、ドイツの作曲家、オルガニスト。

## 生涯
ヴァイセンベルク地方のトイヒェルンでカントルの息子として生まれた。ライプツィヒの聖トーマス学校で学んだ後、ライプツィヒ大学で学んだ。1702年に同郷の友人のラインハルト・カイザーに招かれ、ハンブルクのゲンゼマルクト歌劇場のチェンバロ奏者・作曲家となった。2年後、リューベックの聖母マリア教会のオルガニストディートリヒ・ブクステフーデに学び、助手を務めた。1707年にブクステフーデが亡くなると、その後継者となった。後継者になるにあたって、ブクステフーデの娘のアンナ・マルガレータと結婚した。ヨハン・マッテゾンはこの条件がゲオルク・フリードリヒ・ヘンデルとヨハン・ゼバスティアン・バッハが聖母マリア教会のオルガニストに就任するのを阻んだと述べている。
シーファーデッカーは、フランツ・トゥーンダーが始め、ブクステフーデが受け継いだ聖母マリア教会の公開演奏会「アーベントムジーク（夕べの音楽:Abendmusik）」をさらに発展させた。アーベントムジークのために多くの作品を作曲したが、現存しているのはわずかである。シーファーファーデッカーの死後はヨハン・パウル・クンツェンが後を継いだ。
彼の業績を記念して小惑星7881にシーファーデッカーの名が冠されている。